# Neighbour Peak
Der Neighbour Peak ist ein 760 m hoher Berg auf Südgeorgien. Er ragt 1,5 km westlich des Pirnerbergs am Ufer der Royal Bay auf.
Die British Combined Services Expedition (1964–1965) identifizierte ihn als denjenigen Berg, den die deutsche Expedition unter der Leitung von Carl Schrader im Rahmen des Ersten Internationalen Polarjahres (1882–1883) als Nachbar benannt hatte. Das UK Antarctic Place-Names Committee übertrug diese Benennung 1971 unter Hinzufügung des Flurnamens ins Englische.